# Aquadulcaris
Aquadulcaris é um género de crustáceo da família Paramelitidae.
Este género contém as seguintes espécies:
- Aquadulcaris pheronyx